# アグネス・ジキル
アグネス・ジキル（スコットランド語: Agnes Jekyll, 1861年10月12日 - 1937年1月28日）は、スコットランドの芸術家、作家、慈善活動家。

## 生涯
1861年10月12日、グラスゴーの庶民院議員であったウィリアム・グラハムの娘として生まれる。自宅においてガヴァネスから教育を受けた後にキングス・カレッジ・ロンドンに進学した。
ガートルード・ジーキルの兄弟であるハーバート・ジーキルと結婚した。アグネスは著名な女主人として知られ、1918年に大英帝国勲章コマンダー章を受章し、1922年に『タイムズ』で連載していた諧謔を含んだ無題の随筆を料理本『台所のエッセイ』として出版した。
1937年1月28日、サリー州ウェイヴァリーのゴダルマイニングにおいて75歳で死去。

## 外部リンク

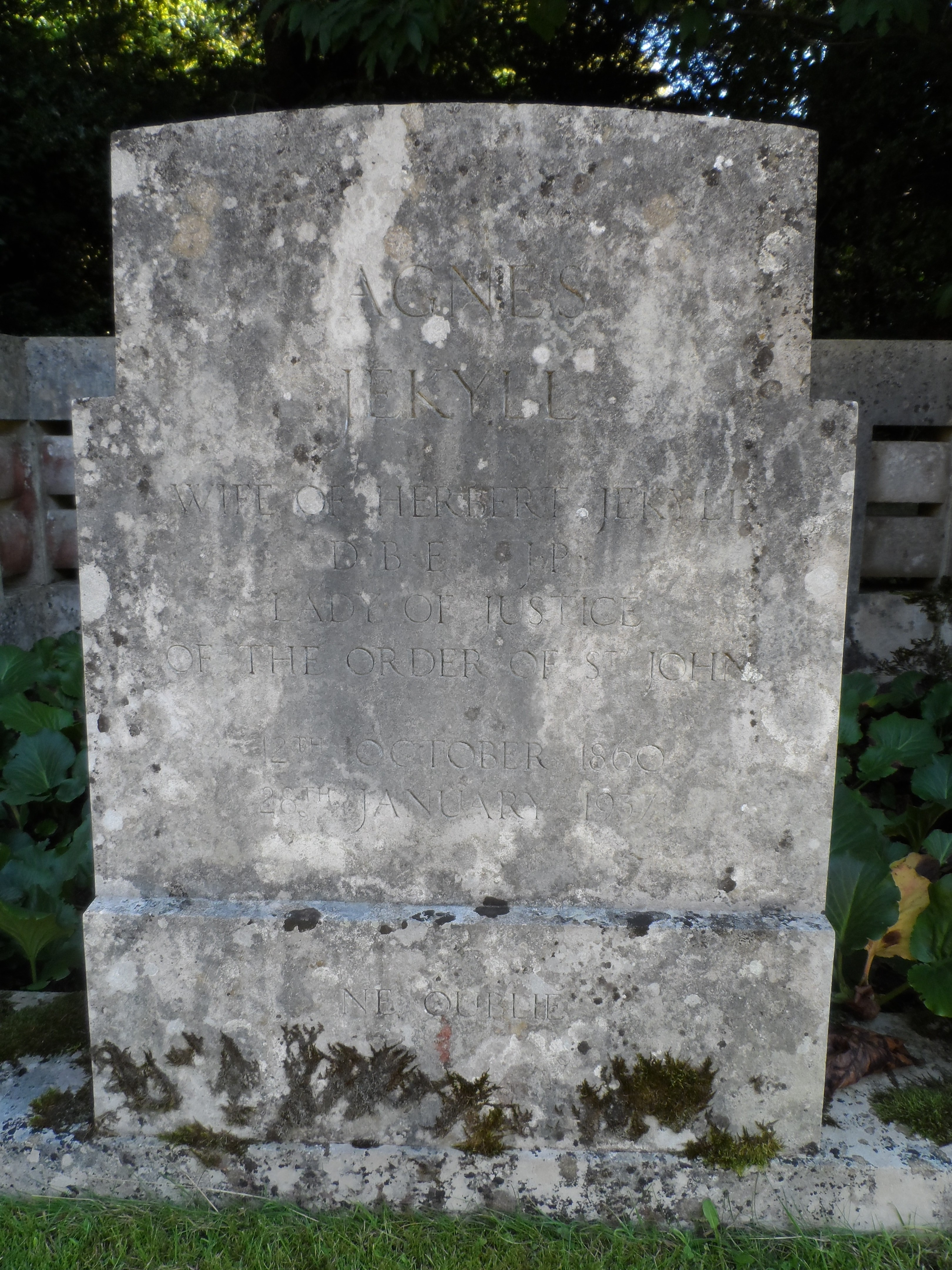
アグネスの墓（バスブリッジ）